# モゴヨン山脈

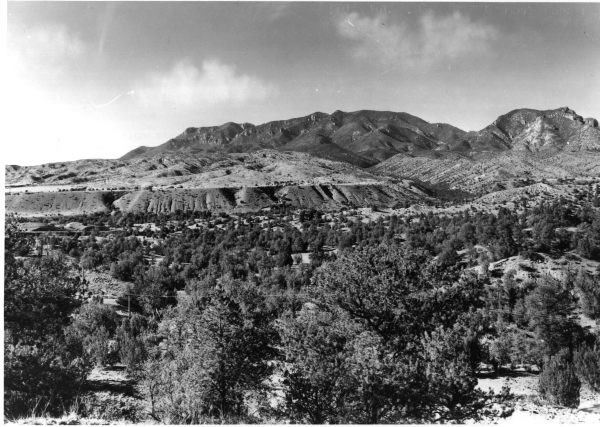
国道180号線（アメリカ合衆国）からのモゴヨン山脈の眺め

モゴヨン山脈（英語：Mogollon Mountains、Mogollon Range ([mʌɡɪˈjoʊn] or [moʊɡəˈjoʊn])） は、アメリカ合衆国南西部に位置するニューメキシコ州南西部の、グラント郡及びカトロン郡に所在する山脈である。モゴヨン山脈は主にヒラ・ナショナル・フォレスト内において保護されている。

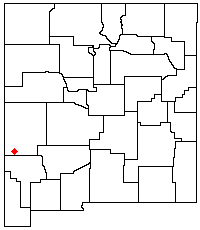
モゴヨン山脈の位置。ニューメキシコ州西部に位置する。

## 地理
モゴヨン山脈は、ヒラ川の西、サンフランシスコ川 (アメリカ合衆国)の東、リザーヴとシルヴァーシティの間に位置している。 山脈はおおよそ南北方向に約30マイル（48km）の長さで広がっており、サン・フランシスコ川とヒラ川を隔てる地形の一部となっている。山脈の頂上は、サン・フランシスコ川の一部と並行している国道180号線（アメリカ合衆国）から東に約24kmの場所にある。より標高が低く小さい山脈であるシエラ・アギラダは、国道180号線の西側に接している。モゴヨン山脈の大部分は、ヒラ・ナショナル・フォレスト内のヒラ・ウィルダネス内で保護されている。
モゴヨン山脈内の最高峰はホワイトウォーター・バルディであり、標高は10,895フィート（3,321m）である。これはニューメキシコ州南西部で最も標高の高い地点である。モゴヨン山脈内には、さらに5つの10,000フィート超の山頂が存在し、中でも最も有名なものはモゴヨン・バルディ（標高10,778フィート、3,285m）である。

## 地質学
モゴヨン山脈は、4,000万年前から2,500万年前の間に、ダティル＝モゴヨン火山高原の一部として形成された。この地域に存在する温泉は、そのような火山活動の名残である。

## 歴史
モゴヨン山脈の名前は、スペインの植民地であったヌエバ・エスパーニャ内に所在するヌエボ・レオンの統治者であったフアン・イグナチオ・フロレス・モゴヨンの名前に由来する。
この地域に早期に定住した人々としては、紀元前300年から紀元1300年の間に定住していたモゴヨン文化の人々が挙げられる。後に定住した人々としては、アパッチ族のチリカワ・アパッチ及びミンブレノ・アパッチが挙げられる。ジェロニモは1829年頃、この地域で生まれたとされている。
1890年代にこの地域で鉱業が開始され、数十年間にわたり継続された。
モゴヨン山脈を、約100マイル（160km）北西にある、モゴヨン・リム（アリゾナ州に所在する巨大な断崖）と混同しないよう留意されたい。